# Кућа са зидним сликама Бранка Шотре
Кућа са зидним сликама Бранка Шотре у Доњем Дупцу, насељеном месту на територији општине Лучани представља непокретно културно добро као споменик културе.
Кућа Тадића у Доњем Дупцу је једноставна сеоска кућа која је у годинама Другог светског рата осликана сценама и мотивима из народног живота. Познати револуционар и сликар Бранко Шотра, током 1942. године и у јануару 1943. године, са сестром Рајком Боројевић, из ове куће, радио је на ширењу ослободилачких идеја код омладине и мештана Драгачева. Уметник који је пре рата активно сликао и излагао, није био у могућности да слика током боравка у Дупцу, па је осликавањем куће оставио траг свог боравка и скривања. 
Идеализоване, али са сензибилитетом и снагом обликоване фигуре жена и мушкараца, као и разноврсне сцене свакодневног живота и сеоских пејзажа, изванредно су уклопљени у амбијент куће. У стилу сеоског неокласицизма насликане су композиције „За вечером”, „Посело”, „Мајка са дететом”, две мртве природе у медаљонима, „Младић са корпом јабука”, „Старац откива косу” и „Тесар”. У соби стоји сигнатура Љета 1942 на основу које сазнајемо када је кућа осликана. Из фигура избијају снага, животност и оптимизам, у инат околностима под којима су настале. Слике су рађене техником фреско-секо, на кречом препарираном зиду, врло оскудним средствима, зидним бојама у праху. 
Конзерваторско-рестаураторски радови на архитектури и сликаним композицијама изведени су 1975. године,